# Xã Mount Pleasant, Quận Jefferson, Ohio
Xã Mount Pleasant (tiếng Anh: Mount Pleasant Township) là một xã thuộc quận Jefferson, tiểu bang Ohio, Hoa Kỳ. Năm 2010, dân số của xã này là 2.368 người.